# End of the World (песня Майли Сайрус)
«End of the World» — песня, записанная американской певицей Майли Сайрус для её девятого студийного альбома Something Beautiful. Выпущена 3 апреля 2025 года лейблом Columbia Records как лид-сингл.
Участники канадской группы Alvvays Алек О’Ханли и Молли Ранкин были среди соавторов песни.

## История
31 марта 2025 года на YouTube-канале Сайрус состоялась премьера визуального видео на песню «Prelude». Режиссером видео выступила Сайрус вместе с Джейкобом Биксенманом и Бренданом Уолтером. В тот же день было представлено музыкальное видео на заглавный трек «Something Beautiful». На Таймс-сквер в Нью-Йорке появились рекламные щиты, намекающие на выход еще одной песни, «End of the World», а на официальном сайте Сайрус было размещено тизер-видео. Трек планировалось выпустить в качестве лид-сингла со студийного альбома 3 апреля 2025 года.

## Композиция
Slate описывает песню как «поп-дружелюбную», с «зажигательным ритмом в среднем темпе, живыми струнными и фортепианными аккордами в стиле 70-х». Elle назвал песню «гимническим бопом», в котором Сайрус поет о том, как «извлечь из жизни максимум». По мнению Stereogum, «End of the World» — это «гимн о вечеринках во время апокалипсиса, вдохновленный диско». В тексте песни говорится о вечеринке в стиле Пола Маккартни и поездке в Малибу, Калифорния, в последний раз. Cosmopolitan отметил, что песня имеет «легкомысленное исполнение и трогательный текст».

## Отзывы
Песня получила положительные отзывы музыкальных критиков и интернет-изданий. Consequence назвал песню «своевременной». Журнал Paper отметил, что «в треке есть привлекательная полнота, которая предполагает немного больше намерений, чем мы привыкли видеть у Майли. Это танцевальный трек, странный и заводной, и голос Майли звучит в нем великолепно». Журнал Atwood сказал, что песня «ощущается как гимн настоящему моменту с бодрящей смесью гедонизма, ностальгии и непокорности перед лицом надвигающейся неопределенности». People сказал, что песня «пробуждает вневременное чутье, когда Сайрус играет в стиле ABBA». The New York Times описал «End of the World» как «роскошную поп-экстраваганзу».

## Музыкальное видео
Музыкальный видеоклип для песни «End of the World» вышел 3 апреля 2025 года.
Режиссерами клипа, «вдохновленного диско», стали Сайрус, Джейкоб Биксенман и Брендан Уолтер. В клипе Сайрус одета в платье с зелеными блестками. Rolling Stone назвал клип «сексуальным и ретро». Hypebeast назвал клип «знойным».

## Чарты
| Чарт (2025)                         | Высшая позиция |
| ----------------------------------- | -------------- |
| Австрия (Ö3 Austria Top 40)         | 34             |
| Бельгия/Фландрия (Ultratop 50)      | 9              |
| Бельгия/Валлония (Ultratop 50)      | 15             |
| Канада (Billboard Canadian Hot 100) | 32             |
| Чехия (Rádio — Top 100)             | 12             |
| Эстония (TopHit)                    | 5              |
| Германия (GfK)                      | 43             |
| Мир (Billboard Global 200)          | 43             |
| Ирландия (IRMA)                     | 40             |
| Италия (EarOne, Airplay)            | 2              |
| Япония (Billboard Japan)            | 8              |
| Нидерланды (Dutch Top 40)           | 20             |
| Нидерланды (Single Top 100)         | 70             |
| Новая Зеландия (RMNZ)               | 3              |
| Норвегия (VG-lista)                 | 50             |
| Словакия (Rádio — Top 100)          | 14             |
| Швеция (Sverigetopplistan)          | 59             |
| Швейцария (Schweizer Hitparade)     | 57             |
| Великобритания (OCC UK Singles)     | 23             |
| США (Billboard Hot 100)             | 52             |
| США (Billboard Adult Contemporary)  | 11             |
| США (Billboard Adult Pop Airplay)   | 18             |
| США (Billboard Pop Airplay)         | 19             |